# 13557 Lievetruwant
13557 Lievetruwant este un asteroid din centura principală de asteroizi.

## Descriere
13557 Lievetruwant este un asteroid din centura principală de asteroizi. A fost descoperit pe 24 iulie 1992 la Observatorul La Silla de Henri Debehogne. Asteroidul prezintă o orbită caracterizată de o semiaxă mare de 2,76 ua, o excentricitate de 0,18 și o înclinație de 12,0° în raport cu ecliptica.